# Église Saint-Georges de Fumay
L'église Saint-Georges de Fumay est une église paroissiale de style néo-gothique, située sur la commune de Fumay, dans les Ardennes.

## Histoire
L'église Saint-Georges de Fumay a été érigée en 1439, sous le patronage de saint Georges de Lydda. L'église fut agrandie en 1683 par l'adjonction d'une tour pour le clocher, ainsi que d'un portail en 1705. La paroisse, au Moyen Âge, appartenait au diocèse de Liège, puis, de 1801 à 1822 au diocèse de Metz, et à partir de 1823 au diocèse de Reims.
Face à la démographie croissante et à la demande du conseil de fabrique, un projet d'agrandissement fut à l'étude dès 1862. Ce qui devait être un agrandissement devint une reconstruction totale, grâce à l'architecte rémois Auguste Reimbeau, à son élève Jean-Baptiste Couty, originaire de Sedan, ainsi qu'a l'apport financier d'un mécène local : monsieur Davreux, propriétaire d'une ardoisière. Les travaux, commencés en 1872, s'achèvent en 1876.

## Description

### Architecture
De style néo-gothique, l'église Saint-Georges est l'une des plus grandes du pays Ardennais. Elle mesure 76 mètres de haut, 20 mètres de large et 62 mètres de long. Sa capacité est de 1 200 places assises.
La pierre jaune utilisée pour la construction de cet édifice provient de Dom-le-Mesnil, commune ardennaise non loin de Fumay.

### Décoration intérieure
Les nombreux vitraux que compte l'édifice répondent à des dons de différentes confréries fumaciennes et quelques autres, comme l'Éducation de la Vierge et Sainte Barbe, qui proviennent de sociétés ardoisières.
Quant au mobilier, une partie provient de l'ancien église. Nous y trouvons une série de bancs, ainsi qu'un confessionnal datant du XVe siècle. Le reste du mobilier, beaucoup plus marqué par le style néo-gothique, date du XIXe siècle.
À noter également que Saint-Georges, en plus de son clocher composé de quatre cloches, possède un carillon de neuf cloches, aux sonneries recherchées. En effet, les mélodies varient selon les quarts d'heure, mais aussi selon les périodes religieuses comme Noël ou Pâques. Une autre sonnerie était réservée pour les mariages, et deux autres pour les baptêmes (une sonnerie lorsqu'il s'agit d'un garçon, et une deuxième pour une fille). Ce carillon est mentionné dans une œuvre de Victor Hugo : Le Rhin, paru en 1842.

### Les orgues

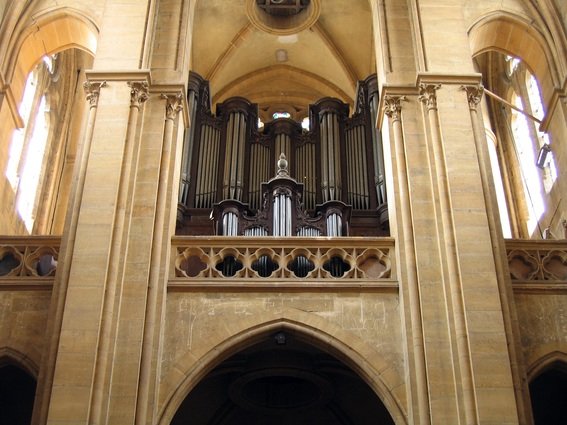
Buffet des Grandes Orgues.

Le grand orgue de l'église Saint-Georges a été bâti à l'origine pour l'ancienne église paroissiale, en 1780, dont on peut encore admirer aujourd'hui le buffet en chêne sombre de style Louis XV, que l'on doit à l'ébéniste Jacques Fonder. C'est l'organier macérien Kerst qui installa ses 23 jeux en 1782. L'ensemble mesure 6,70 mètres de haut, 5 mètres de large.
Le tout premier titulaire de cet instrument fut un Belge, Jacques Bartels (1742-1806) qui occupa ses fonctions d'organiste de 1782 à 1793. Malgré son renvoi le 20 octobre 1790 pour cause d'absences à répétition, Bartels reprit son poste à partir du 16 mai 1791, à la demande des Fumaciens et du directoire du Département des Ardennes.
En 1793, l'organiste de l'église Notre-Dame de Givet : Gilles Simon Hennaux (1751-1833), succède à Jacques Bartels à la tribune de Saint-Georges.
Les grandes orgues furent réparées le 14 décembre 1855, les soufflets ont été remplacés et déplacés.
L'instrument a été démonté en 1872 lors de la reconstruction de l'église, avant d'y être transféré le 12 janvier 1874 et réparé.
Le 16 avril 1893, la fabrique d'église décide qu'il est grand temps de rajeunir l'instrument. Les travaux furent confiés au facteur rémois Porifred.
Un an plus tard, le facteur ardennais Clovis Renault, de Signy-le-petit, remplace la soufflerie et ajoute six nouveaux jeux, plus contemporains, romantiques.
Le 4 mars 1894, Le Courrier des Ardennes décrit la restauration de cet orgue : « Une soufflerie neuve, très abondante et parfaitement agencée, a été substituée à l'ancienne, qui ne pouvait alimenter convenablement l'instrument. Les jeux muets et non utilisables ont fait place, tant au Grand-Orgue qu'au Positif, à six jeux neufs de grande taille, qui doublent la puissance et la gravité de l'orgue. Les jeux que l'on pouvait conserver ont fait l'objet d'une révision consciencieuse qui les a totalement renouvelés. Nous avons eu le plaisir d'entendre ces jours derniers l'instrument restauré. Nous avons admiré le moelleux des jeux de fonds, la majestueuse rondeur de l'ensemble, les timbres agréables et bien caractérisés des jeux nouveaux : flûtes, violoncelles, clarinette et surtout la pénétrante douceur des voix célestes ».

Lors de la Première Guerre mondiale, tous les tuyaux en étain de l'instrument furent réquisitionnés par l'armée allemande.

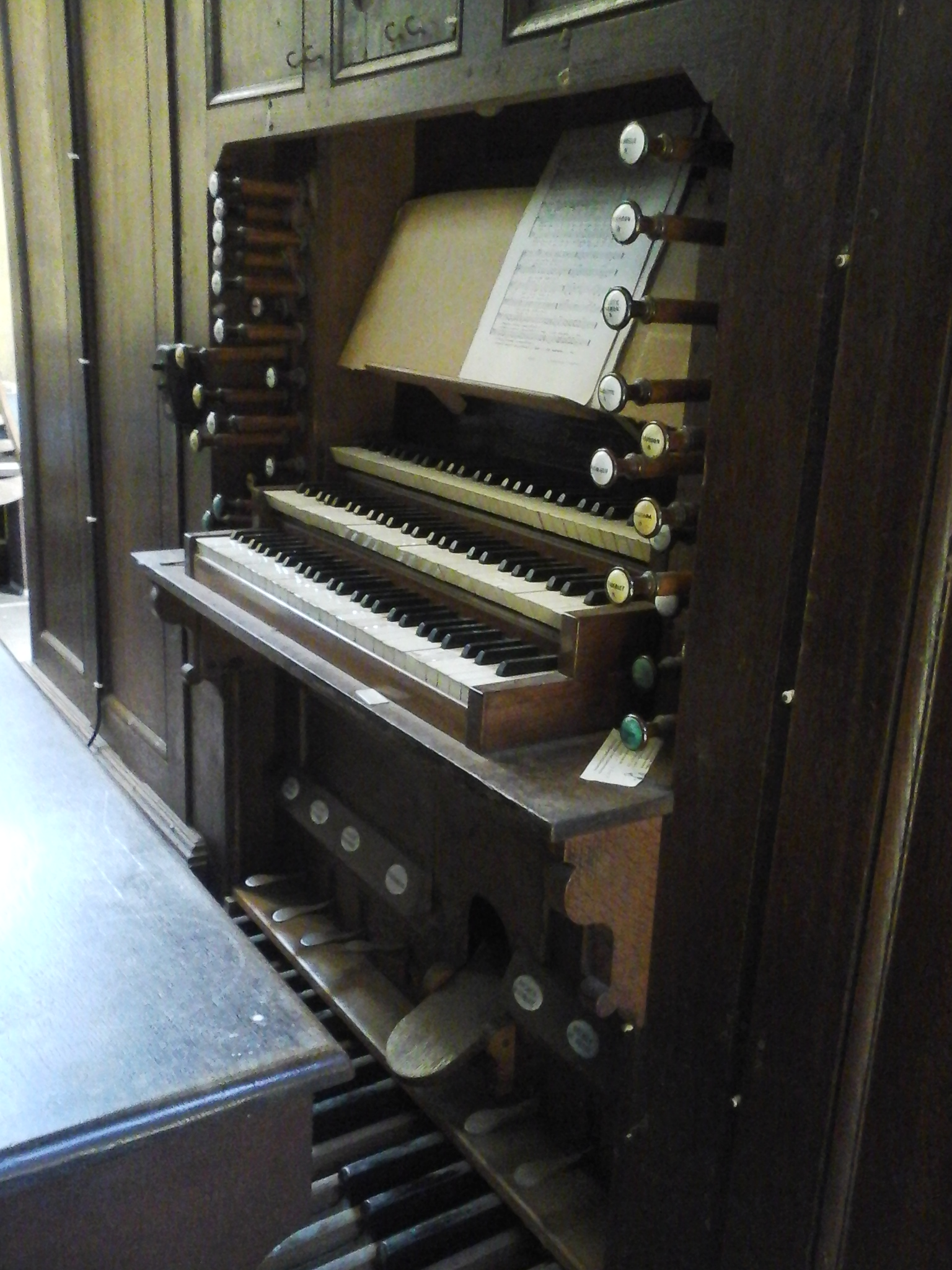
Console de l'orgue Clovis, Pol & Edmond Renault.

Après le décès de Clovis Renault, en 1919, son fils Pol et son petit-fils Edmond, également facteurs d'orgues, s'occupent de la reconstruction de l'instrument en 1923, après expertise de ce dernier, datant du 2 février. Pol sauvegarda tout matériel ancien : le buffet Louis XV, les tuyaux en bois datant du XVIIIe siècle et quelques-uns de l'agrandissement de 1894, la soufflerie de 1893, la mécanique. Était alors prévu un instrument de 30 jeux, 1604 tuyaux, répartis sur 3 claviers et pédalier. La traction des manuels se fait mécaniquement, tandis que la traction du pédalier se fait de manière pneumatique. Malheureusement, une partie des fonds nécessaires pour les travaux dans l'orgue furent utilisés pour acheter un harmonium de 6 jeux, lui aussi de facture Renault. Pol a dû supprimer 8 jeux dans son devis, principalement des jeux d'anches. Malgré ce manque, Pol Renault prit soin de construire les sommiers nécessaires pour les registres manquants.
L'instrument, à la composition des plus étranges, est inauguré et béni le samedi 26 et 27 septembre 1925, sous les doigts de Louis Malfait, organiste titulaire en l'église Saint-Louis de Paris. Pour l'occasion, le journal Nord-Est publie un article concernant la reconstruction de cet instrument, le 6 octobre 1925 : « Le nouvel orgue n'est pas seulement le plus beau de la vallée de la Meuse : il est l'un des meilleurs du diocèse ! »
Une nouvelle restauration eut lieu en mars 1967. C'est l'organier Maurice Collard, de la maison Merklin & Kuhn qui s'occupa des travaux. La mécanique a été revue et restaurée, de même que pour la tuyauterie, le tout sans modifier la composition et l'esthétique de l'instrument.
En 1999, la mairie de Fumay, désireuse de retrouver la voix de ses Grandes Orgues fit appel à un technicien conseil, Jean-Marie Meignien, et reçut un devis du facteur troyen Laurent Plet. Ce dernier envisageait trois projets pour l'instrument :
1. Restaurer l'instrument dans sa composition actuelle
2. Restaurer l'instrument, le compléter des jeux prévus par Renault mais non posés, une tuyauterie neuve faite en copie des autres instruments Renault de la région.
3. Revenir à l'instrument du XVIIIe siècle, en conservant les tuyaux du XVIIIe siècle, ce qui sous-entend de construire un instrument neuf.

Aucun de ces projets ne fut retenu.

#### Composition de l'orgue prévu en 1923 par Pol Renault
30 jeux, répartis sur 3 claviers manuels et pédalier.

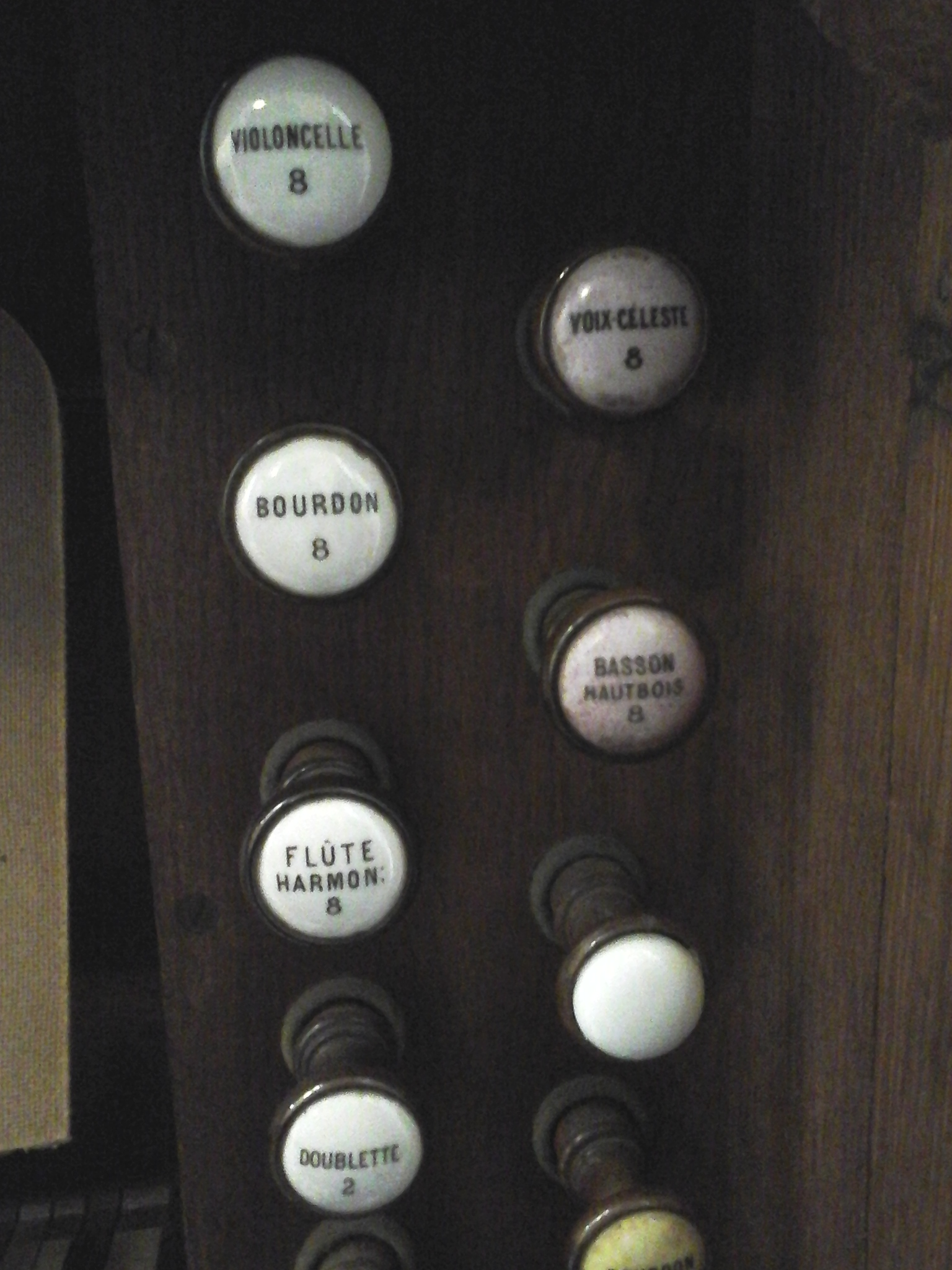
Quelques tirants de jeux, à droite des claviers.
Les registres en blanc (colonne de gauche) appartiennent au Grand Orgue, les registres mauves concernent les jeux du Récit. Le registre jaune, en bas de l'image, est placé au Positif.

| I - Grand-Orgue     | II - Positif de dos | III - Écho Expressif | Pédale          |
| ------------------- | ------------------- | -------------------- | --------------- |
| Bourdon 16'         | Bourdon 8'          | Cor de Nuit 8'       | Contrebasse 16' |
| Montre 8'           | Salicional 8'       | Gambe 8'             | Flûte 8'        |
| Flûte Harmonique 8' | Dulciana 8'         | Voix Céleste 8'      | Bombarde 16'    |
| Violoncelle 8'      | Unda Maris 8'       | Basson-Hautbois 8'   | Trompette 8'    |
| Bourdon 8'          | Prestant 4'         | Voix Humaine 8'      |                 |
| Prestant 4'         | Flûte Douce 4'      |                      |                 |
| Flûte Octaviante 4' | Flageolet 2'        |                      |                 |
| Nasard 3            | Clarinette 8'       |                      |                 |
| Doublette 2'        |                     |                      |                 |
| Plein Jeu III       |                     |                      |                 |
| Basson 16'          |                     |                      |                 |
| Trompette 8'        |                     |                      |                 |
| Clairon 4'          |                     |                      |                 |

#### Étendue des claviers
- Grand-Orgue : 56 notes
- Positif de dos : 56 notes
- Écho expressif : 44 notes
- Pédalier : 27 notes

##### Tirasses et accouplements
- Grand Orgue au Pédalier
- Positif au Pédalier
- Positif au Grand Orgue
- Pédale d'expression
- Appel d'Anches du Grand Orgue
- Appel d'Anches de l'Écho

#### Composition de l'instrument livré en 1925

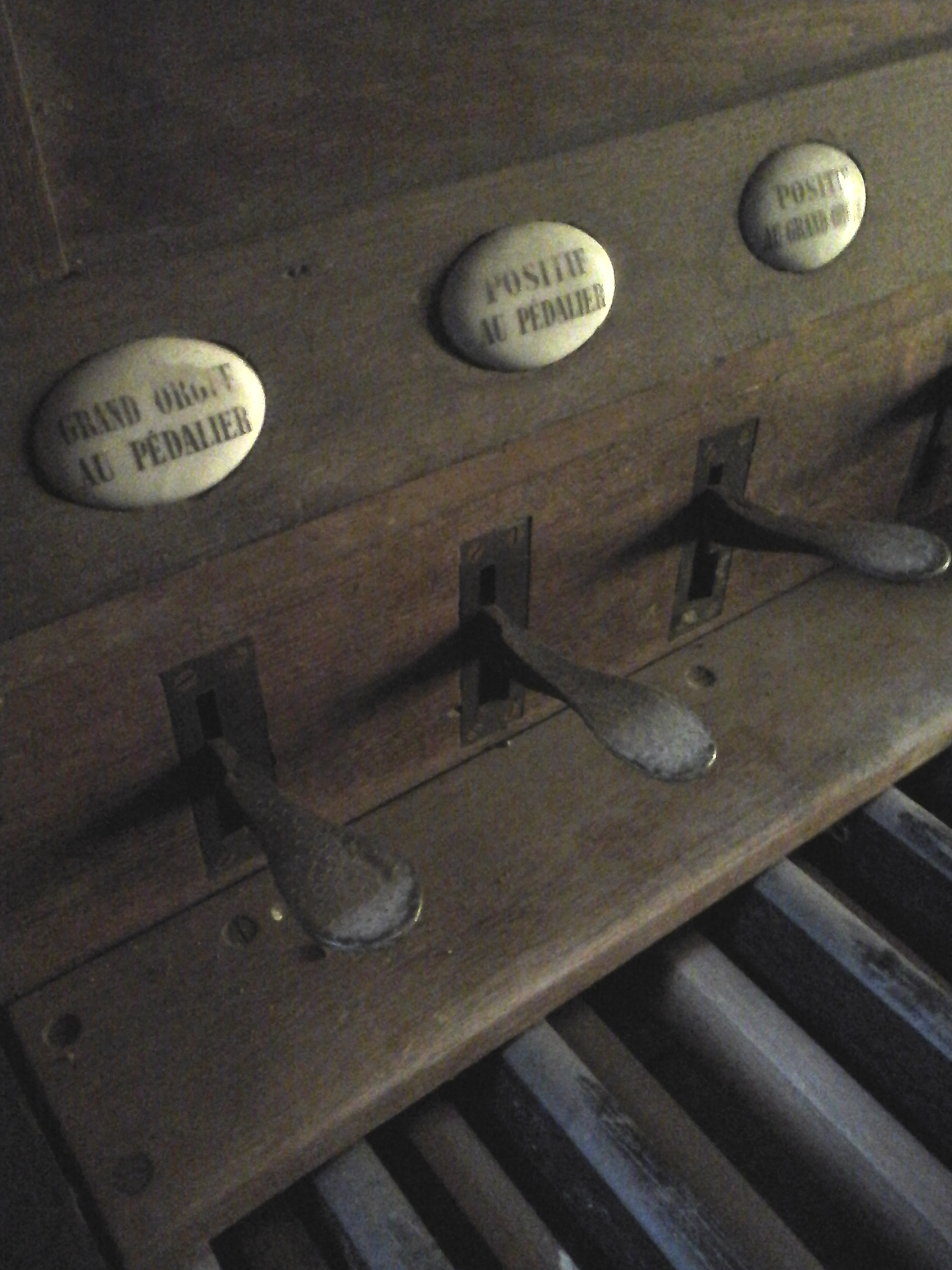
Quelques pédales de combinaisons.
De gauche à droite :
Grand-Orgue au Pédalier : accouplement qui permet de jouer les jeux du Grand-Orgue au pédalier.
Positif au Pédalier : accouplement qui permet de jouer les jeux du Positif au pédalier.
Positif au Grand Orgue : accouplements des claviers.

23 Jeux répartis sur 3 claviers manuels et pédalier.
| I - Grand-Orgue     | II - Positif de dos | III - Écho Expressif | Pédale           |
| ------------------- | ------------------- | -------------------- | ---------------- |
| Bourdon 16'         | Bourdon 8'          | Gambe 8'             | Contrebasse 16'  |
| Montre 8'           | Salicional 8'       | Voix Céleste 8'      | Flûte Ouverte 8' |
| Flûte Harmonique 8' | Dulciana 8'         |                      |                  |
| Violoncelle 8'      | Unda Maris 8'       |                      |                  |
| Bourdon 8'          | Prestant 4'         |                      |                  |
| Prestant 4'         | Flûte Douce 4'      |                      |                  |
| Flûte Octaviante 4' | Flageolet 2'        |                      |                  |
| Nasard 3            |                     |                      |                  |
| Doublette 2'        |                     |                      |                  |
| Plein Jeu III       |                     |                      |                  |
| Basson 16'          |                     |                      |                  |
| Trompette 8'        |                     |                      |                  |

#### Étendue des claviers
- Grand-Orgue : 56 notes
- Positif de dos : 56 notes
- Écho expressif : 44 notes
- Pédalier : 27 notes

##### Tirasses et accouplements
- Grand Orgue au Pédalier
- Positif au Pédalier
- Positif au Grand Orgue
- Pédale d'expression
- Appel d'Anches du Grand Orgue
- Appel d'Anches du Récit

### Le carillon
En plus de son clocher de quatre cloches, l'église Saint-Georges possède un carillon de neuf cloches, aux sonneries recherchées. En effet, les mélodies varient selon les quarts d'heure, mais aussi selon les périodes religieuses comme Noël ou Pâques. Une autre sonnerie était réservée pour les mariages, et deux autres pour les Baptêmes (une sonnerie lorsqu'il s'agit d'un garçon, et une deuxième pour une fille). Ce carillon est mentionné dans une œuvre de Victor Hugo : Le Rhin, paru en 1842. « … La voiture était repartie, mes deux voisins causaient encore. Je faisais beaucoup d'efforts pour ne pas entendre leur conversation, et je tâchais d'écouter le grelot des chevaux, le bruit des roues sur le pavé et les moyeux sur les essieux, le grincement des écrous et des vis, le frémissement sonore des vitres, lorsque tout à coup un ravissant carillon est venu à mon secours, un carillon fin, léger, cristallin, fantastique, aérien, qui a éclaté brusquement dans cette nuit noire, nous annonçant la Belgique, cette terre des étincelantes sonneries, et prodiguant sans fin son babillage moqueur, ironique et spirituel, comme s'il reprochait à mes deux lourds voisins leur stupide bavardage.
Ce carillon, qui m'eût réveillé, les a endormis. Je présume que nous devions être à Fumay, mais la nuit était trop obscure pour rien distinguer. »

#### Les airs du carillon
1. Exaltate Est
  1. Ave Maria (pour le temps - complet)
  2. Ave Maria (pour les mariages - refrain)
  3. Hymne à la Vierge (15 aout)
2. Tu es Petrus
  1. A Dora Te (pour le temps)
  2. Ave Verum (Pentecôte)
  3. Hymne à Saint Pierre (Pentecôte)
3. Victime Pascali
  1. Hoe Die (pour le temps)
  2. Alleluia (Pascal)
  3. O Filii (Pascal)
4. Adeste Fidelis
  1. Hodie Christus (pour l'Avent)
  2. Jesus Redemptor (Noël)
  3. Creator aime Siderum (Noël)